# Vojtěch Aubrecht
Vojtěch Aubrecht (10. března 1912 – 27. srpna 1990) byl český a československý politik Komunistické strany Československa a poúnorový poslanec Národního shromáždění ČSR.

## Biografie
Ve volbách roku 1954 byl zvolen do Národního shromáždění za KSČ ve volebním obvodu Karlovy Vary. V parlamentu zasedal do konce funkčního období, tedy do voleb roku 1960.
K roku 1954 se profesně uvádí jako ředitel dolu Silvestr v Sokolově. 12. sjezd KSČ ho zvolil za člena Ústřední kontrolní a revizní komise KSČ.